# 内维尔·鲍尔斯·张伯伦
陆军元帅内维尔·鲍尔斯·张伯伦爵士 GCB GCSI（英语：Sir Neville Bowles Chamberlain，1820年1月10日 - 1902年2月18日），是英属印度军队中的一位军官。张伯伦曾在孟加拉军团服役，并随军参加过第一次英国-阿富汗战争、瓜廖尔战役、第二次英国-锡克战争、印度民族起义和第二次英国-阿富汗战争。张伯伦后来成为马德拉斯军团的总司令。

## 背景和早年生活
张伯伦出生于里约热内卢，是英国驻巴西总领事兼临时代办第一代从男爵亨利·张伯伦爵士（Sir Henry Chamberlain）和他的第二任妻子安娜·尤金妮娅（Anna Eugenia，婚前姓摩根）的第三个儿子。内维尔·鲍尔斯·张伯伦的哥哥威廉·查尔斯·张伯伦（William Charles Chamberlain）是一名海军上将，而弟弟克劳福德·张伯伦（Crawford Chamberlain）和查尔斯·弗朗西斯·法尔肯·张伯伦（Charles Francis Falcon Chamberlain）都是陆军军官。
张伯伦在英国长大，并在伦敦舒特山的学校接受私人家庭教师的教育。1833年，他进入伍尔维奇皇家军事学院，由贝雷斯福德勋爵提名他为学员。但一年后由于学习较差无法通过期末考试而被退学。在伍尔维奇期间，张伯伦因好斗和叛逆的行为而声名狼藉。回到家乡后，他威胁要加入英国后勤军团，这是一支由乔治·德拉西·埃文斯爵士率领前往西班牙的军队。但后来他被鼓励去印度谋求事业，并在他已故父亲的人脉帮助下，于1837年2月24日被任命为孟加拉土著步兵团的一名少尉军官。

## 印度
接到任命后，张伯伦乘坐轮船前往印度，并于1837年5月抵达马德拉斯。在6月继续前往加尔各答之前，他作为退役将军约翰·多夫顿爵士的客人在马德拉斯停留了很短的时间。在加尔各答，张伯伦在适应新家的过程中与他的叔叔乔治和姨妈住在一起。11月，他离开加尔各答，加入驻扎在巴拉克普尔兵营的第12团，三个月后，他被派往勒克瑙，转入第55团。
1838年中旬，张伯伦被调到驻扎在德里的第16团，该团正在为第一次英阿战争做准备。他的团将成为印度河军团的一部分，在威洛比科顿爵士的指挥下跟随第1军第1师作战。张伯伦在战争中参加过多次战役，包括1839年7月的加兹尼战役，并多次受伤。1842年7月16日，张伯伦晋升中尉，并被调往第1骑兵团，后于1842年8月参加了从坎大哈到喀布尔的行军。在从喀布尔撤退期间，他于1842年10月在兰迪科塔尔受伤，后于11月在阿里清真寺战斗时再次受伤。
1843年1月，张伯伦成为印度总督的亲卫，并于1843年12月在瓜廖尔战役期间参加了马哈拉杰普尔战役。张伯伦于1846年底成为孟买总督的军事秘书，后于1848年成为孟加拉非正规骑兵队的旅长。

## 旁遮普
在第二次英国-锡克战争期间，张伯伦参加了1849年1月的奇连瓦拉战役和同年2月的古吉拉特战役。他于1849年5月成为一个步兵师的助理副官，并于1849年11月1日在第16孟加拉土著步兵团晋升上尉，后于隔天晋升名誉少校。1849年12月，张伯伦成为拉瓦尔品第区的助理专员，后于1850年6月调任哈扎拉区助理专员。1854年11月28日，张伯伦晋升中校，并被任命为旁遮普非正规边防部队的指挥官，领导了几次对边境部落的讨伐。

## 印度民族起义
在印度民族起义期间，张伯伦担任印度陆军军备司令，并于1857年7月在德里围城战中受重伤。为此，他于1857年11月11日获得巴斯勋章，并于11月27日晋升上校。
张伯伦于1858年被重新任命为旁遮普非正规边防部队司令，并在安贝拉战役期间领导该部队，1863年11月他再次受重伤。1863年4月11日，张伯伦获得巴斯骑士指挥官勋章。1864年8月5日，张伯伦返回英国并晋升少将。1866年5月24日，他获得印度之星骑士指挥官勋章，并于1869年陪同爱丁堡公爵对印度进行正式访问。他于1872年5月1日晋升中将。1873年5月24日，张伯伦获得印度之星骑士大指挥官勋章，并进一步获得巴斯骑士大十字勋章。
张伯伦于1876年2月成为马德拉斯军团司令，并于1877年10月1日晋升上将，随后被派往阿富汗会见埃米尔谢尔·阿里·汗。后者拒绝允许张伯伦与路易·卡拉吉亚尼少校一起进入该国，最终于1878年11月引发了第二次英国-阿富汗战争。张伯伦此后成为马德拉斯立法委员会的成员，并在几个月内担任印度总督委员会的代理军事成员。他于1881年2月离开印度，并于1886年2月退出现役，到南安普敦附近的洛茨伍德开始退休生活。

## 晚年
退休后，张伯伦是南安普敦一神论教会的活跃成员。在1899年至1901年的布尔战争期间，他是英国政策直言不讳的批评者。张伯伦于1900年4月25日晋升陆军元帅，也是维多利亚时期最后晋升的陆军元帅。1902年2月18日，张伯伦在洛茨伍德去世，葬于南安普敦附近的罗纳姆斯。

## 家庭
1873年，张伯伦与威廉·里德爵士的女儿夏洛特·凯勒·里德结婚，后者于1896年去世；夫妻二人没有孩子。

## 引注
1. 1 2 3 4  . Oxford Dictionary of National Biography.   [6 October 2013].
2. ↑  G. W. Forrest (2013), Life of Field Marshal Sir Neville Chamberlain, Read Books ISBN 978-1846644160
3. 1 2 3  G. W. Forrest (2013), Life of Field Marshal Sir Neville Chamberlain, Read Books ISBN 978-1846644160
4. 1 2 3  Heathcote, p. 83
5. ↑  G. W. Forrest (2013), Life of Field Marshal Sir Neville Chamberlain, Read Books ISBN 978-1846644160
6. ↑  . 倫敦憲報. 1842-09-06.
7. ↑  . 倫敦憲報. 1842-11-24.
8. 1 2 3 4 5 6 7  Heathcote, p. 84
9. ↑  . 倫敦憲報. 1849-12-11.
10. ↑  . 倫敦憲報. 1858-02-10.
11. ↑  . 倫敦憲報. 1857-11-17.
12. ↑  . 倫敦憲報. 1864-03-04.
13. ↑  . 倫敦憲報. 1863-04-17.
14. ↑  . 倫敦憲報. 1866-06-26.
15. ↑  . 倫敦憲報. 1872-06-07.
16. ↑  . 倫敦憲報. 1872-07-16.
17. ↑  . 倫敦憲報. 1873-05-24.
18. ↑  . 倫敦憲報. 1875-05-29.
19. ↑  . 倫敦憲報. 1878-02-15.
20. ↑  . 倫敦憲報. 1875-12-17.
21. ↑  . 倫敦憲報. 1886-03-02.
22. ↑  . Unitarian Universalist Association.   [2012-10-06]. （原始内容存档于2008-04-14）.
23. ↑  Charles Edward Buckland, Dictionary of Indian Biography, Ardent Media, 1971
24. ↑  . The Times (36695) (London). 1902-02-19. p. 10.